# Vest Tank-olyckan
Vest Tank-olyckan, eller Sløvåg-eksplosionen, är namnet som pressen gav till en explosion som skedde 24 maj 2007 på Vest Tank (numera Alexela Sløvåg, en del av Alexela) i Sløvåg i Sogn og Fjordane i Norge. En av tankarna på anläggningen exploderade och innehållet från en av de närliggande tankarna rann ut och brann upp.
Båda tankarna var fyllda med giftiga rester efter olaglig "tvätt" av koksbensin för att den skulle kunna säljas på den afrikanska marknaden. Hälsokonsekvenserna av olyckan har varit stora. Tanken innehöll en liknande blandning som den som tidigare hade tagit livet av minst 15 människor och fått mer än 100 000 människor att uppsöka sjukvård i efterdyningarna av Dumpningen av farligt avfall i Elfenbenskusten 2006. Det har uttryckts stark kritik av de statliga myndigheternas hantering av Vest Tank både före och efter olyckan.

## Bakgrund

### Vest Tank

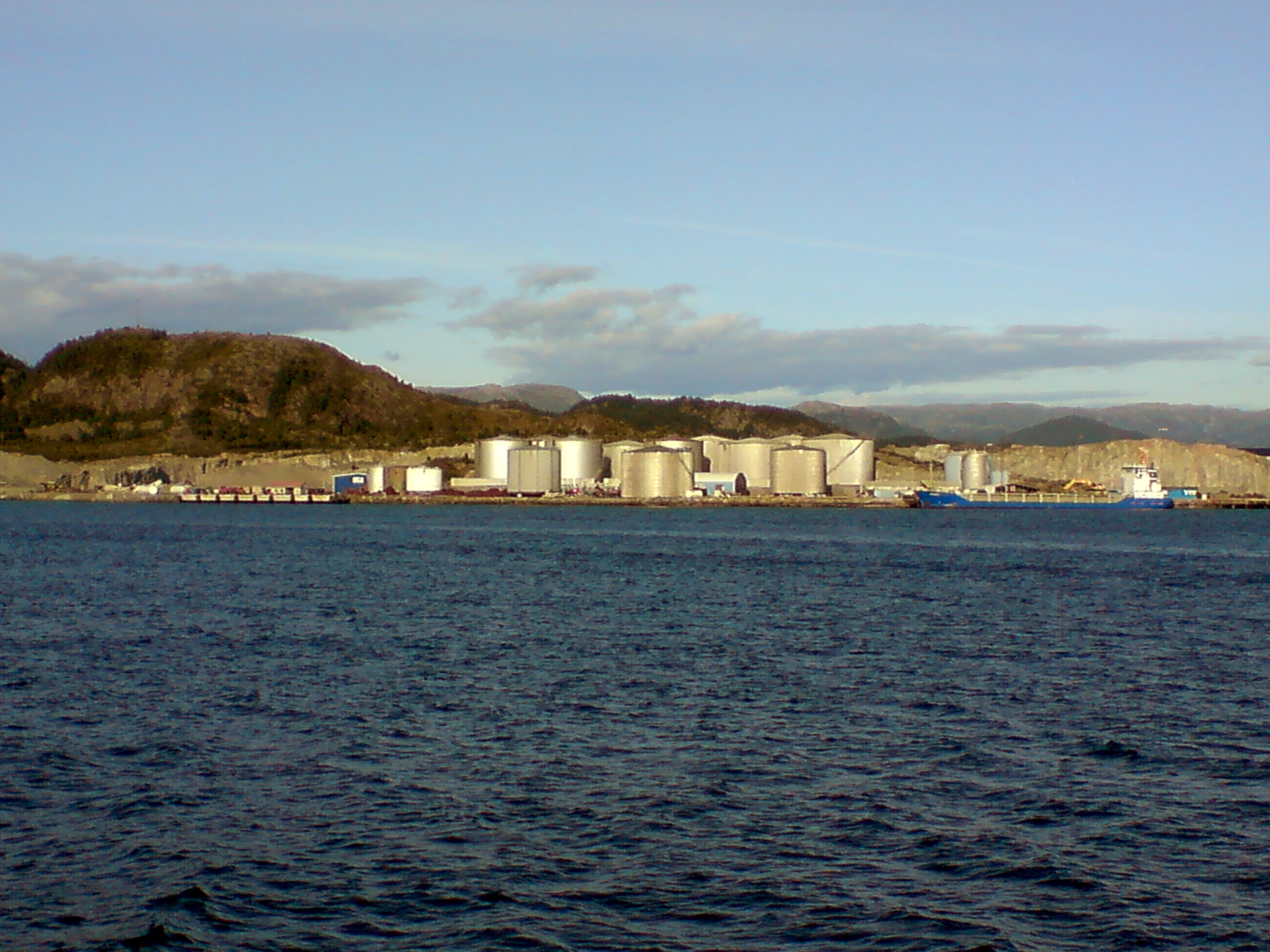
Alexelas, tidigare Vest Tanks, anläggning i Sløvåg.

Vest Tank specialiserade sig på att upparbeta slop, som är det tvättvatten som tankfartyg alstrar när de rengör lasttankarna. Företaget hade endast tillstånd för att ta emot slop upp till 175 000 kubikmeter per år. Slop innehåller vanligtvis 90 % vatten och 10 % oljeprodukter, vilket är långt ifrån de värden de hanterade lasterna hade vilka var närmare inversen. 2006 slöt Vest Tank ett avtal med världens tredje största oljehandlare och delägare i Alexela, Trafigura, om att ta emot andra typer avfall från oljeproduktion. Avtalen innebar att Vest Tank skulle ta emot koksbensin från tankfartyg och "tvätta" bort svavel och sedan pumpa tillbaka lasten i fartygen. Trots att företaget inte hade tillstånd för dessa operationer införlivade man den här affärsgrenen i den dagliga verksamheten. Innan explosionen tog anläggningen emot sex tankfartyg med koksbensin. Efter att lasten "tvättats" fraktades den vidare till Alexelas oljeterminal i Paldiski i Estland, där oktanhöjande tillsatser som metyl-tert-butyleter tillsattes.
Bensin med så dålig kvalitet får inte säljas på den europeiska marknaden men kan avyttras på den afrikanska marknaden. Efter att avtalet ingicks "tvättade" Vest Tank under sju månader 150 000 ton cokerbensin. Bland de mottagna fartygen fanns Probo Emu, som Trafigura använde för att tvätta koksbensin på internationellt vatten. Fartyget  åkte från Västafrika till Sløvåg för att avyttra avfallet vilket fick både myndigheter och media att reagera då hon var systerskepp till Probo Koala som var involverad i Dumpningen av farligt avfall i Elfenbenskusten 2006.

## Processen
Processen som Vest Tank utförde kallas för att "tvätta" bensinen, genom att tillsätta vatten och kaustiksoda under omrörning så binder sig orenheter, inklusive svavelföreningar, till kaustiksodan som fälls ut och faller till botten av tanken. När blandningen fått stå tillräckligt länge separerar den sig i ett lager med lågsvavlig bensin, ett lager med vatten, uppblandat med restprodukter, samt ett lager med utfällningar, sludge. Vattnet tömde Vest Tank rakt ut i fjorden medan resterna anhopades i anläggningens tankar. Den tvättade produkten var en bensin av mycket låg kvalitet och med lågt oktantal, cirka 70. Oktantalet höjdes med hjälp av tillsatser av metyl-tert-butyleter.

## Explosionen
Vest Tank behövde till slut göra sig av med den sludge som hade ansamlats i den tank som användes för att "tvätta" cokerbensinen. Vest Tank försökte neutralisera sludgen genom att tillsätta saltsyra vilket ledde till att en ansamling av vätgas antändes av en gnista vid ett kolfilter. Explosionen spräckte den närliggande tanken T4 vars innehåll rann ut och antändes av resterna av explosionen. Branden skapade en giftplym som spred sig längs fjorden och nådde Eivindvik inom tre timmar.

## Brottmål
I november 2009 hölls en tingsrättsförhandling med tre av de inblandade i driften av Vest Tank som ledde till att anläggningens förvaltare och ägare båda dömdes i tingsrätten till 18 månaders ovillkorligt fängelse för brott mot en rad lagar och förordningar. Domen överklagades till hovrätten där  straffet fastställdes i maj 2011. Ett överklagande till högsta domstolen resulterade i en fördröjning på två år. Även försäkringsuppgörelsen efter olyckan var föremål för prövning i domstolen. Dom från Gulating hovrätt avkunnades den 16 februari 2015. På grund av bedrägeri och underlåtenhet att lämna ut uppgifter om riskförändringen i samband med reningen av koksbensin betalades sedan en försäkringsuppgörelse ut, totalt cirka 14 miljoner norska kronor, med förbehåll att ytterligare utbetalningar inte skulle ske.